# Fällträsket
Fällträsket is een meer in Zweden, in de gemeente Gällivare. Het ligt ten noorden van het dorp Fällträsk. Het meer kent aan de zuidoostzijde twee baaien Sunnanviken en Dammviken. Er ligt een schiereiland in het meer, voorheen een eiland van een hectare groot, dat Storholmen, groot eiland, heet. 